# Montastraea cavernosa
Montastraea cavernosa (Linnaeus, 1766) è una madrepora diffusa nelle barriere coralline dell'oceano Atlantico. È l'unica specie del genere Montastraea e della famiglia Montastraeidae.

## Descrizione

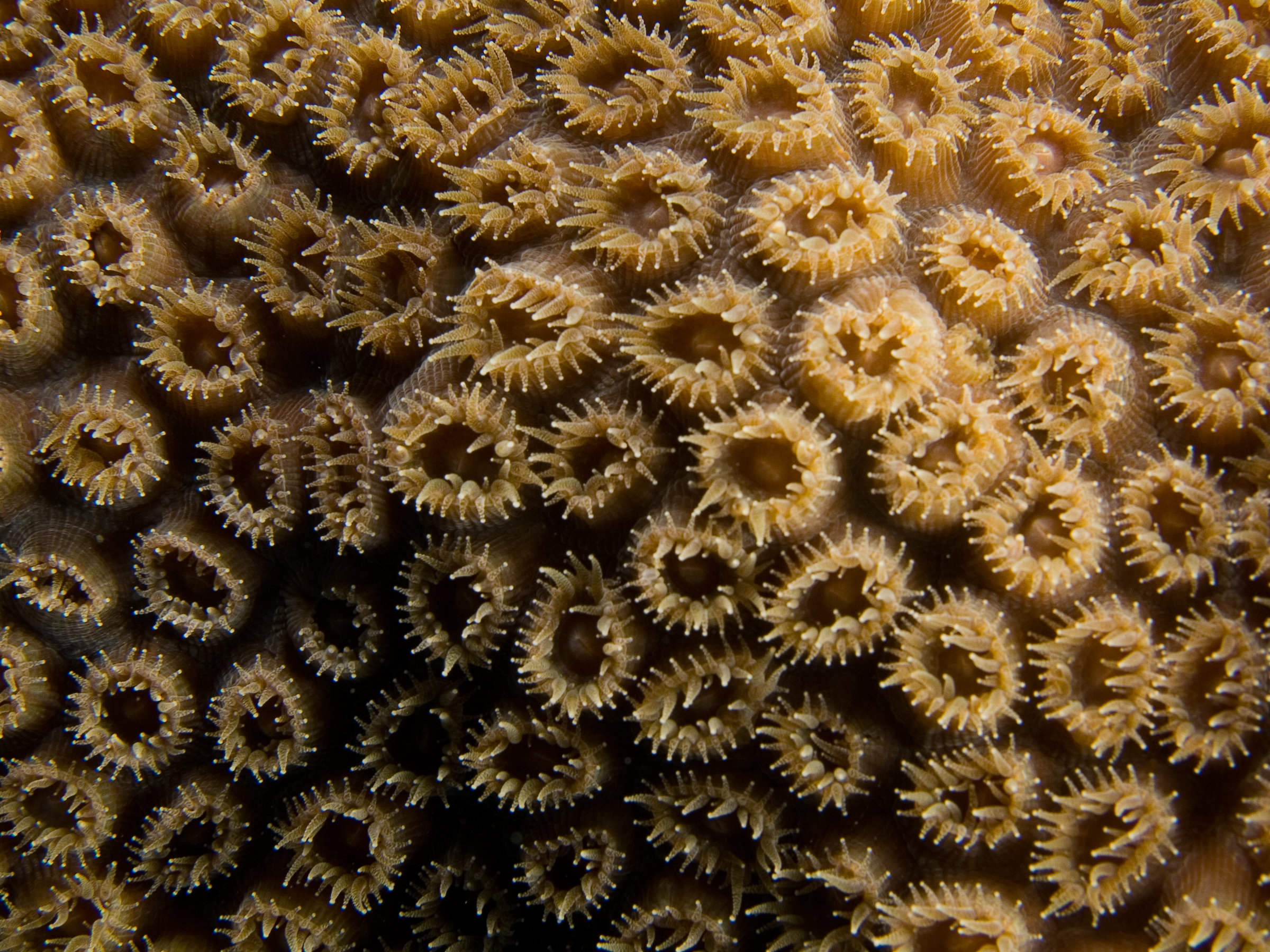
Montastraea cavernosa con polipi in evidenza.

È una specie coloniale che forma aggregazioni che possono raggiungere i 50 cm di diametro, di forma da conica a colonnare, ma talora anche incrostante.
I coralliti hanno calici di 5-7 mm di diametro, e sono di forma conica, nettamente distinti l'uno dall'altro. I polipi possono essere parzialmente estroflessi durante le ore del giorno.

## Distribuzione e habitat
Questa specie è diffusa nella fascia tropicale di entrambe le sponde dell'oceano Atlantico. Popola le barriere coralline dei Caraibi, del golfo del Messico, della Florida, delle Bahamas, delle Bermuda e del Brasile. È presente inoltre negli arcipelaghi brasiliani di Fernando de Noronha e Atol das Rocas, e negli arcipelaghi africani di Capo Verde e São Tomé e Príncipe.